# Türkiye 1. Basketbol Ligi 1973-1974
La Türkiye 1. Basketbol Ligi 1973-1974 è stata l'8ª edizione del massimo campionato turco di pallacanestro maschile. La vittoria finale è stata ad appannaggio del Muhafızgücü.

## Risultati

### Stagione regolare
|     | Squadra      | G  | V  | N | P  | PF    | PS    | Pt. | Qualificazione     |
| --- | ------------ | -- | -- | - | -- | ----- | ----- | --- | ------------------ |
| 1.  | Muhafızgücü  | 21 | 20 | 0 | 1  | 2.001 | 1.482 | 61  |                    |
| 2.  | Şekerspor    | 21 | 17 | 1 | 3  | 1.910 | 1.512 | 56  |                    |
| 3.  | Galatasaray  | 21 | 14 | 2 | 5  | 1.741 | 1.564 | 51  |                    |
| 4.  | Ankaragücü   | 21 | 12 | 3 | 6  | 1.622 | 1.514 | 48  |                    |
| 5.  | Beşiktaş     | 21 | 12 | 1 | 8  | 1.612 | 1.500 | 46  |                    |
| 6.  | Kolejliler   | 21 | 9  | 3 | 9  | 1.376 | 1.365 | 42  |                    |
| 7.  | İTÜ Istanbul | 21 | 9  | 0 | 12 | 1.500 | 1.532 | 39  |                    |
| 8.  | Fenerbahçe   | 21 | 9  | 0 | 12 | 1.570 | 1.677 | 39  |                    |
| 9.  | Kadıköyspor  | 21 | 5  | 0 | 16 | 1.587 | 1.836 | 31  |                    |
| 10. | Ankara DSİ   | 21 | 5  | 0 | 16 | 1.393 | 1.772 | 31  |                    |
| 11. | Adanaspor    | 21 | 4  | 0 | 17 | 1.369 | 1.645 | 29  | retrocesse in TBL2 |
| 12. | Samsunspor   | 11 | 0  | 0 | 11 | 564   | 746   | 8   | retrocesse in TBL2 |

| Türkiye 1. Basketbol Ligi 1973-1974 |
| ----------------------------------- |
| Muhafızgücü 1º titolo               |

## Formazione vincitrice
| N° | Naz.               | Ruolo | Sportivo       |  | Alt. |  |
| -- | ------------------ | ----- | -------------- |  | ---- |  |
|    | Turchia (bandiera) |       | Berkan Baras   |  |      |  |
|    | Turchia (bandiera) |       | Kemal Erdenay  |  |      |  |
|    | Turchia (bandiera) |       | Serdar Ersözlü |  |      |  |
|    | Turchia (bandiera) |       | Nur Germen     |  |      |  |
|    | Turchia (bandiera) |       | Osman Gündüz   |  |      |  |
|    | Turchia (bandiera) |       | Reşat Güney    |  |      |  |
|    | Turchia (bandiera) |       | Abdullah İnce  |  |      |  |
|    | Turchia (bandiera) |       | Yavuz Kıvaner  |  |      |  |
|    | Turchia (bandiera) |       | Mehmet Tümer   |  |      |  |
|    | Turchia (bandiera) |       | Tufan Turan    |  |      |  |
|    | Turchia (bandiera) | All.  | Armağan Asena  |  |      |  |